# Amarna Grab 24
Das Grab 24 in der Nekropole der mittelägyptischen Stadt Amarna ist die unfertige Grabanlage des Paatenemhab (auch: Paatonemhab), der mehrere hohe Ämter innehatte. 
Die Grabanlage, die zur südlichen Gräbergruppe gehört, wurde begonnen, aber nie fertig gestellt. Eine Treppe führt zum Eingang, der wiederum zu einer unfertigen Grabkapelle führt. An der Türlaibung befand sich eine Tinteninschrift, die heute aber vollkommen verblasst und nur von alten Kopien bekannt ist. Die Inschrift überliefert den Namen und die Titel des Grabinhabers. Demnach war er Königsschreiber, Vorsteher aller Arbeiten in Achetaton (Amarna), Domänenvorsteher des Herren der beiden Länder, und Vorsteher der Truppen des Herren der beiden Länder. Die Lesung der Titel ist nicht immer eindeutig.

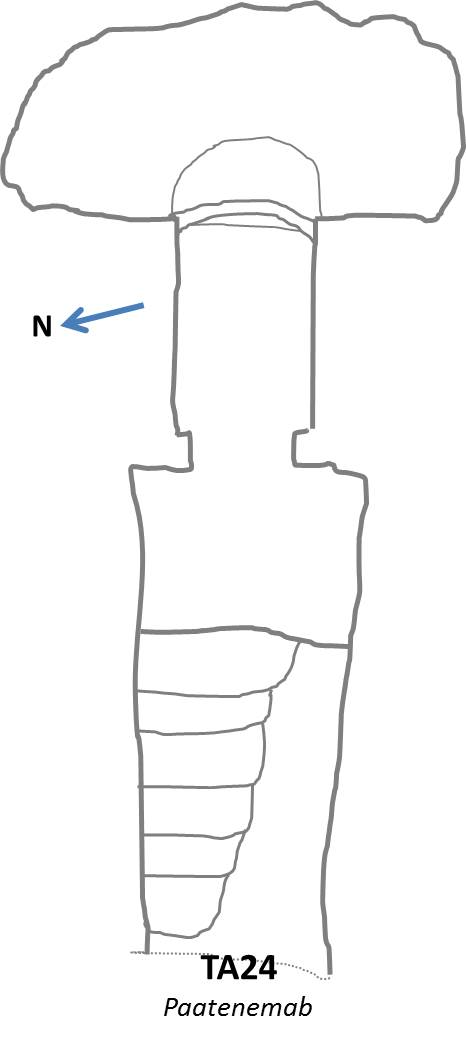
Plan des Grabes